# Konga (Gomboro)
Pour les articles homonymes, voir Konga.
Konga est une commune rurale située dans le département de Gomboro de la province du Sourou dans la région de la Boucle du Mouhoun au Burkina Faso.

## Éducation et santé
Konga accueille un centre de santé et de promotion sociale (CSPS) tandis que le centre médical avec antenne chirurgicale (CMA) de la province se trouve à Tougan.